# Kalmthout
Kalmthout è un comune belga di 17 504 abitanti nelle Fiandre (Provincia di Anversa).